# Homoneura tenera
Homoneura tenera är en tvåvingeart som först beskrevs av Friedrich Hermann Loew 1846.  Homoneura tenera ingår i släktet Homoneura och familjen lövflugor. Arten är reproducerande i Sverige. Inga underarter finns listade i Catalogue of Life.